# Делич
Делич (нем. Delitzsch, в.-луж. Delič) — город в Германии, бывший районный центр, расположен в земле Саксония. Подчинён административному округу Лейпциг. Входит в состав района Северная Саксония. Население составляет 26344 человека (на 31 декабря 2010 года). Занимает площадь 59,54 км². Официальный код — 14 3 74 060.
Город подразделяется на 4 городских района.

## Мэры
- Арно Эрхардт (нем. Arno Erhardt: 1945
- Рихард Хампе (нем. Richard Hampe): 1945—1950
- Пауль Хайнце (нем. Paul Heinze): 1951—1952
- Вальтер Ланге (нем. Walter Lange): 1952—1956
- Рудольф Кунат (нем. Rudolf Kunath): 1956—1959
- Отто Пауль (нем. Otto Paul): 1960—1973
- Ханс-Йоахим Кумров (нем. Hans-Joachim Kumrow): 1973—1977
- Вольфганг Нойберт (нем. Wolfgang Neubert): 1977—1979
- Карл Любенски (нем. Karl Lubienski): 1979—1990
- Хайнц Бинек (нем. Heinz Bieniek): 1990—2008 (ХДС)
- Манфред Вильде (нем. Manfred Wilde): с 2008 года (ХДС)

## Галерея

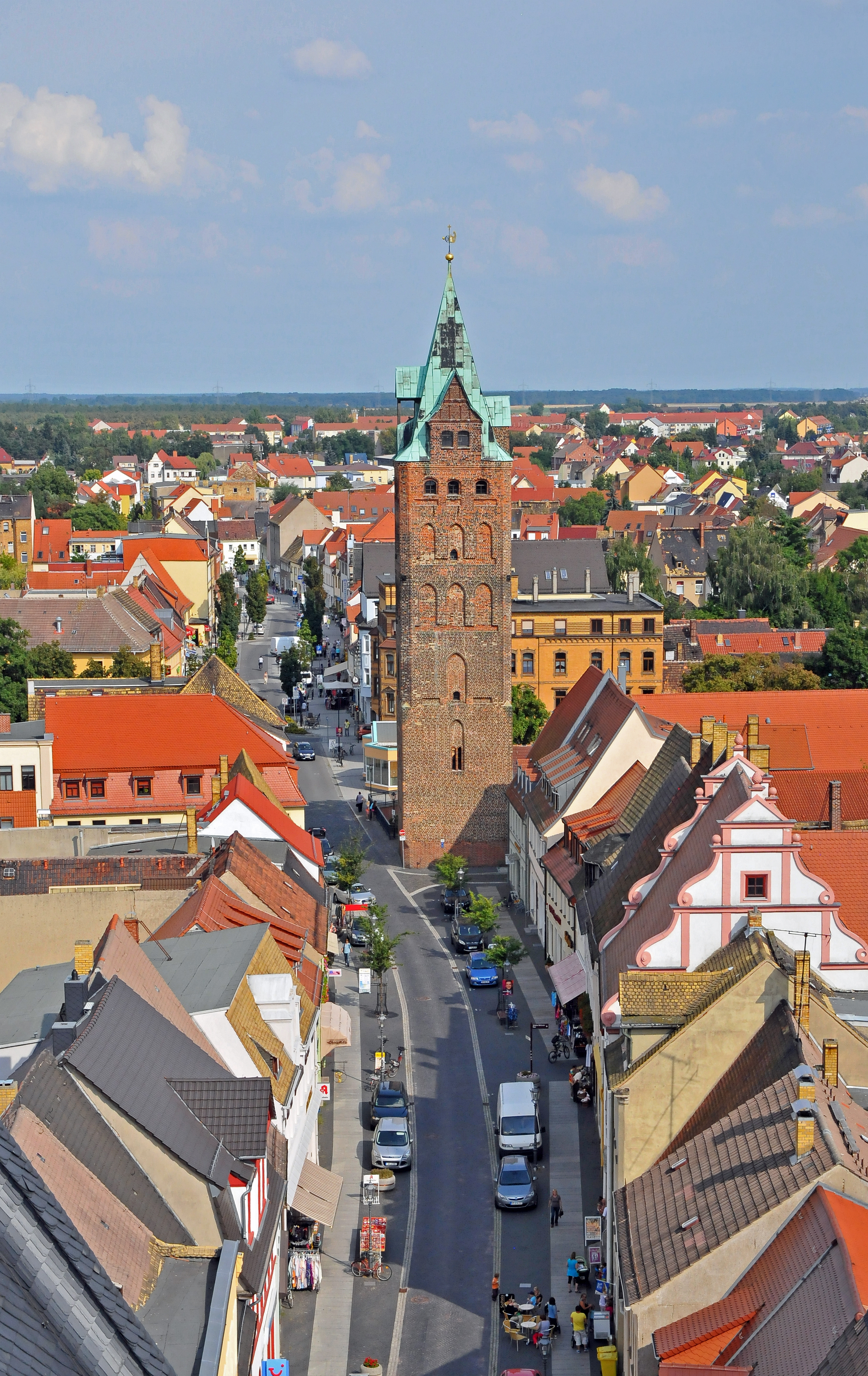
Широкая улица — главная улица Старого города
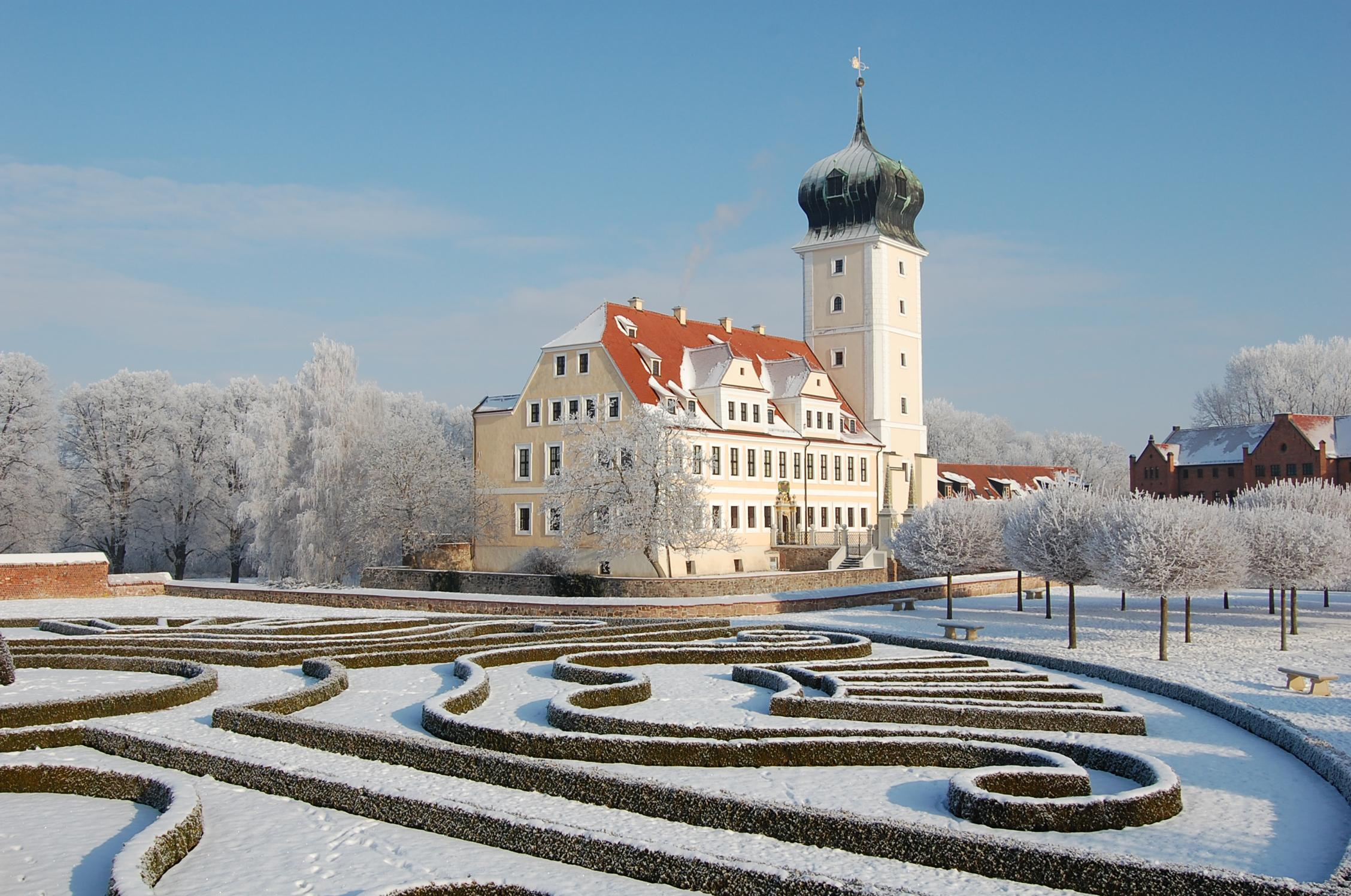
Символ города — барочный дворец